# Nesolagus
Nesolagus este un gen de iepuri care conține trei specii de iepuri dungați: iepurele annamitic, iepurele de Sumatera și specia extinctă N. sinensis. În general, se cunosc foarte puține detalii despre gen ca întreg, iar cele mai multe informații provin din observările iepurelui de Sumatera.

## Specii
Genul Nesolagus include trei specii:
- Iepure annamitic, Nesolagus timminsi
- Iepure de Sumatera, Nesolagus netscheri
- Nesolagus sinensis[3] (extinctă)

## Comportament
Din cauza numărului mic de indivizi și aparițiilor rare, nu există multe informații disponibile despre comportament. Singurul lucru cunoscut este că iepurele de Sumatera este nocturn și se ascunde în vizuini care nu sunt săpate de sine. De asemenea, nu îi place să se aventureze în căutarea hranei în locuri care sunt prea departe de vizuină.

## Descriere
Descrieri ale speciilor se bazează parțial pe imagini realizate de camere capcană. Pentru iepurele de Sumatera, camerele au fost amplasate în păduri montane din Sumatra, în timp ce iepurele annamitic a fost văzut în lanțul muntos annamitic dintre Laos și Vietnam. Ambele specii de iepuri au șapte dungi maro sau negre, cu posteriorul roșiu și burta albă. Acestea sunt singurele specii de iepuri care au dungi. Acești iepuri sunt relativ mici, cu o lungime de aproximativ 368-417 mm, și o coadă de aproximativ 17 mm, iar urechile au circa 43-45 mm lungime. Astfel, urechile iepurilor Nesolagus sunt doar aproximativ pe jumătate de lungi față de cei mai mulți iepuri, precum cei din genul Lepus. Blana lor este moale și densă, acoperită de fire de păr mult mai aspre.

## Răspândire
Iepurii dungați sunt găsiți doar în patru locuri. Iepurele de Sumatera a fost găsit în Munții Barisan din vestul Sumatrei, Indonezia, și iepurele annamitic a fost găsit în Munții Annamitici de la granița dintre Vietnam și Laos. Fosilele (părți din mandibula stângă și mai mulți dinți) speciei dispărute Nesolagus sinensis au fost găsite în Parc Ecologic Chongzou din regiunea Guangnxi Zhuang din sud-vestul Chinei.